# Fibrum
Fibrum — российская компания, занимающаяся разработкой software- и hardware-решений на рынке мобильной виртуальной реальности. На настоящий момент компания выпустила следующие продукты: шлем виртуальной реальности Fibrum PRO, 27 мобильных VR-приложений, первый в России шутер в виртуальной реальности «The Raid», а также разработала открытки и раскраски дополненной реальности.

## История
В 2013 году основатель компании Илья Флакс собрал команду и начал работу над созданием шлема виртуальной реальности Fibrum. За год были разработаны конструкция линз, технология производства и собственный SDK приложений виртуальной реальности, позволяющий плавно менять картинку даже при резком повороте головы.
26 сентября 2014 года компания Fibrum представила первый российский шлем виртуальной реальности на V SEO-конференции в Казани. Первым обладателем шлема стал мэр Казани Ильсур Метшин, который посетил мероприятие в It-park и протестировал разработку Fibrum.
27-29 ноября в КВЦ «Сокольники» прошла выставка RoboticsExpo 2014, на которой был так же представлен шлем Fibrum. Мероприятие посетили более 6000 человек.
9 декабря 2014 года компания Fibrum провела пресс-конференцию и рассказала представителям СМИ о своей разработке и о планах на будущее.
До конца 2014 года компанией Fibrum было продано 500 шлемов по предзаказам.
28 июля 2015 года мобильные шлемы виртуальной реальности Fibrum PRO появились в продаже по всей России в сети магазинов restore:.

## Мобильный шлем виртуальной реальности Fibrum «Pro» и пенсне «Fibrum Nippers»

### Описание шлема
Fibrum Pro — мобильный шлем виртуальной реальности. К нему подходят смартфоны с диагональю экрана от 4 до 6 дюймов, работающие на операционных системах iOS, Android, Windows Phone.
Специально для разработки шлема компания Fibrum создала линзы, которые не требуют дополнительных настроек фокусного расстояния и позволяют отчетливо видеть картинку людям со зрением от −5 до +5.
Ориентация в виртуальном пространстве осуществляется при помощи аппаратной части смартфона (акселерометр и гироскоп). Шлем Fibrum не имеет электронной начинки и полностью портативен.

### Технические характеристики
- Вес: 120 г
- Размер: 100х145х80
- Угол обзора: 110°
- Линзы: 30 мм

### Описание пенсне
Fibrum Nippers — пенсне, используемое для погружения в виртуальную реальность. Оно предлагается тем, кто ещё не пробовал VR-технологии и не готов сразу приобрести шлем. Nippers также совместимы с большинством последних моделей смартфонов диагональю до 6 дюймов. При последующем заказе шлема на официальном сайте компании стоимость пенсне вычитается из суммы покупки.

## Программное обеспечение
Компания Fibrum занимается разработкой мобильных приложений и имеет 10-летний опыт создания игр и программного обеспечения. На сегодняшний день в магазине представлено 27 приложений на iOS, Android и Windows Phone Store, несколько десятков находятся в разработке.

## Шутер-квест «The Raid»
«The Raid» — это законченное игровое решение, позволяющее участнику в беспроводном режиме погрузиться в виртуальный мир, находясь при этом в абсолютно пустом помещении. На входе ему надевают специальный шлем с интегрированным в него Fibrum PRO. Игрок также получает оружие с 9-осевым сенсором и Bluetooth. Продолжительность прохождения миссии 5-7 минут в зависимости от успешности игрока. На текущий момент проект уникален и не имеет аналогов в России. Презентация состоялась в Москве в июне 2016 года на мероприятии Adrenaline Rush Gaming Show.

## Дополнительные факты
- Компания Fibrum начала разработку шлема задолго до покупки Facebook компании Oculus Rift[25].
- На 22 июня 2016 года приложения Fibrum скачали более 8 000 000 раз[26].
- Компания Fibrum выпускает также открытки и раскраски дополненной реальности.

## Награды
- Компания Fibrum получила премию «Время инноваций», в номинации «Техническая инновация года» в 2014 году[27]
- Лучший «Hardware стартап» 2015 года[28]
- Лучший стартап 2015 года в номинации «Народная любовь»[29]
- Fibrum вошла в Топ-50 наиболее перспективных технических компаний 2016 года по версии RBTH[30]
- Компания Fibrum стала победителем в Apps Awards в номинации лучшее AR&VR приложение[31] на выставке Mate Expo 2015, проходившей в Сокольниках[32]
- Компания Fibrum на конкурсе проектов Startup Village 2015 получила специальный приз «Лучший Глобальный стартап» от Google[33][34]
- Победитель совместного конкурса AliExpress и «Сколково» в номинации: «Готовый продукт для продвижения на российском рынке»[35] в 2015 г.
- Победитель ежегодной премии «Предпринимательский прорыв года» от бизнес школы Сколково[36] в 2015 г.